# Islandiana lasalana
Espèce
Synonymes
- Oedothorax lasalanus Chamberlin & Ivie, 1935

Islandiana lasalana est une espèce d'araignées aranéomorphes de la famille des Linyphiidae.

## Distribution
Cette espèce est endémique d'Utah aux États-Unis,. Elle se rencontre dans les La Sal Mountains.

## Description
Le mâle décrit par Ivie en 1965 mesure 1,63 mm et la femelle 1,80 mm.

## Étymologie
Son nom d'espèce lui a été donné en référence au lieu de sa découverte, les La Sal Mountains.

## Publication originale
- Chamberlin & Ivie, 1935 : Miscellaneous new American spiders. Bulletin of the University of Utah, vol. 26, no 4, p. 1-79.